# Marktschorgast
Marktschorgast is een gemeente (Marktgemeinde) in de Duitse deelstaat Beieren, en maakt deel uit van de Landkreis Kulmbach.
Marktschorgast telt 1.380 inwoners.

## Geschiedenis
De vroegste melding over een plaats genaamd 'Scoregast' dateert uit 1109, het beschikte toen reeds over een parochiekerk en een markt. De naam 'Scoregast' is mogelijk van Slavische herkomst. Van 1293 tot aan de Napoleontische tijd lag Marktschorgast in het Prinsbisdom Bamberg, en vanaf 1500 in de overkoepelende Frankische Kreits. Sinds 1806 ligt het in Beieren. In 1824, 1838 en 1840 werd het plaatsje door grote branden geteisterd, daardoor zijn er weinig oude gebouwen bewaard gebleven.

## Ligging en infrastructuur
Het plaatsje heet naar de Schorgast, een hier ontspringende, 19 km lange beek, die uitmondt in de Witte Main. Aan de beek wordt grootschalig drinkwater voor huishoudelijk gebruik onttrokken.
Op twee kilometer ten zuidoosten van Marktschorgast ligt afrit 38 van de Autobahn A9. 

### Spoorwegen
Marktschorgast heeft een klein spoorwegstation aan de spoorlijn Bamberg - Hof. Het ligt iets ten zuiden van de plaats Marktschorgast.

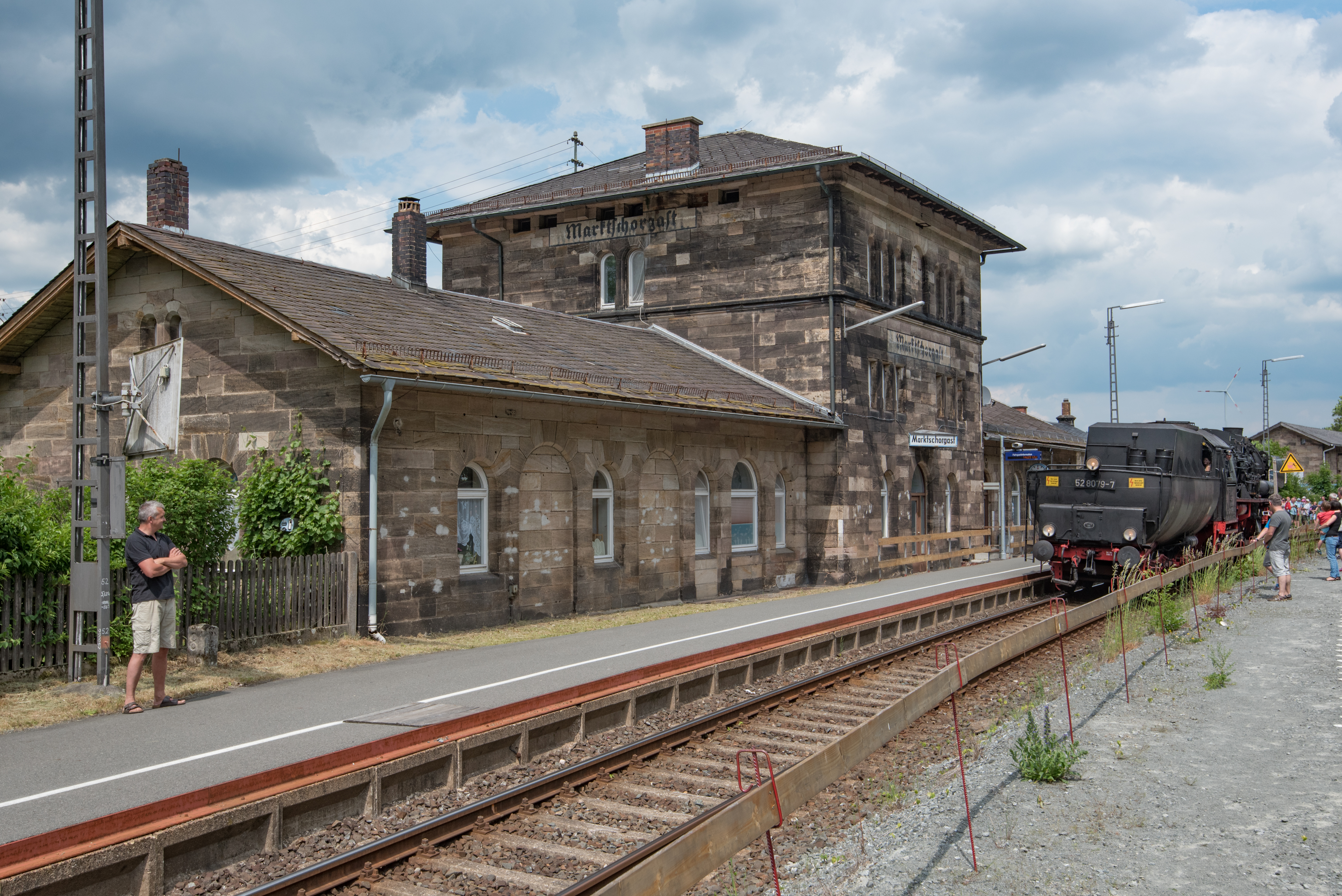
Station Marktschorgast
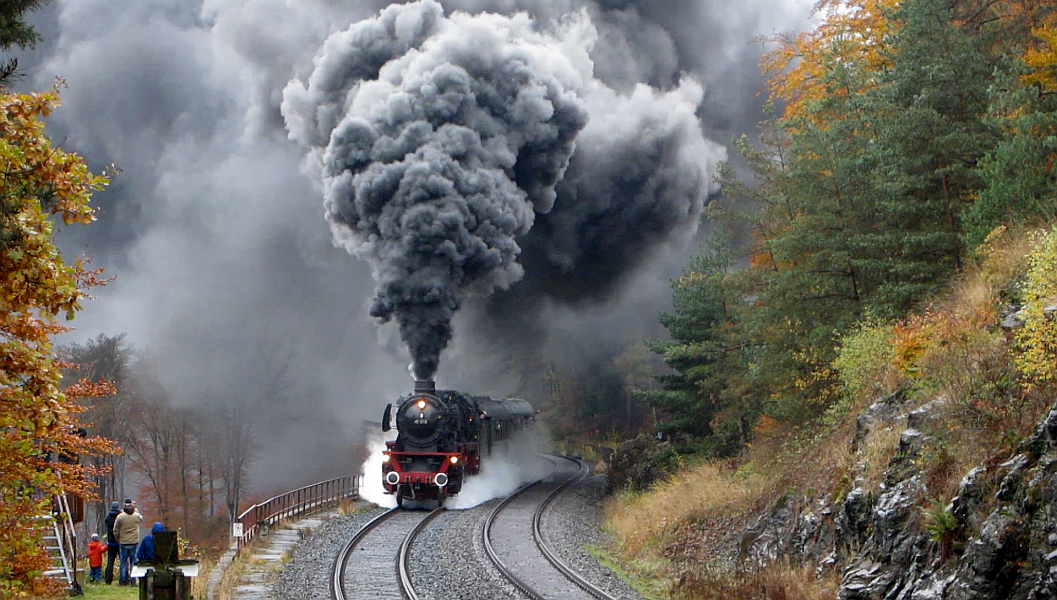
Stoomloc. DR-Baureihe 41 op de Schiefe Ebene, november 2016
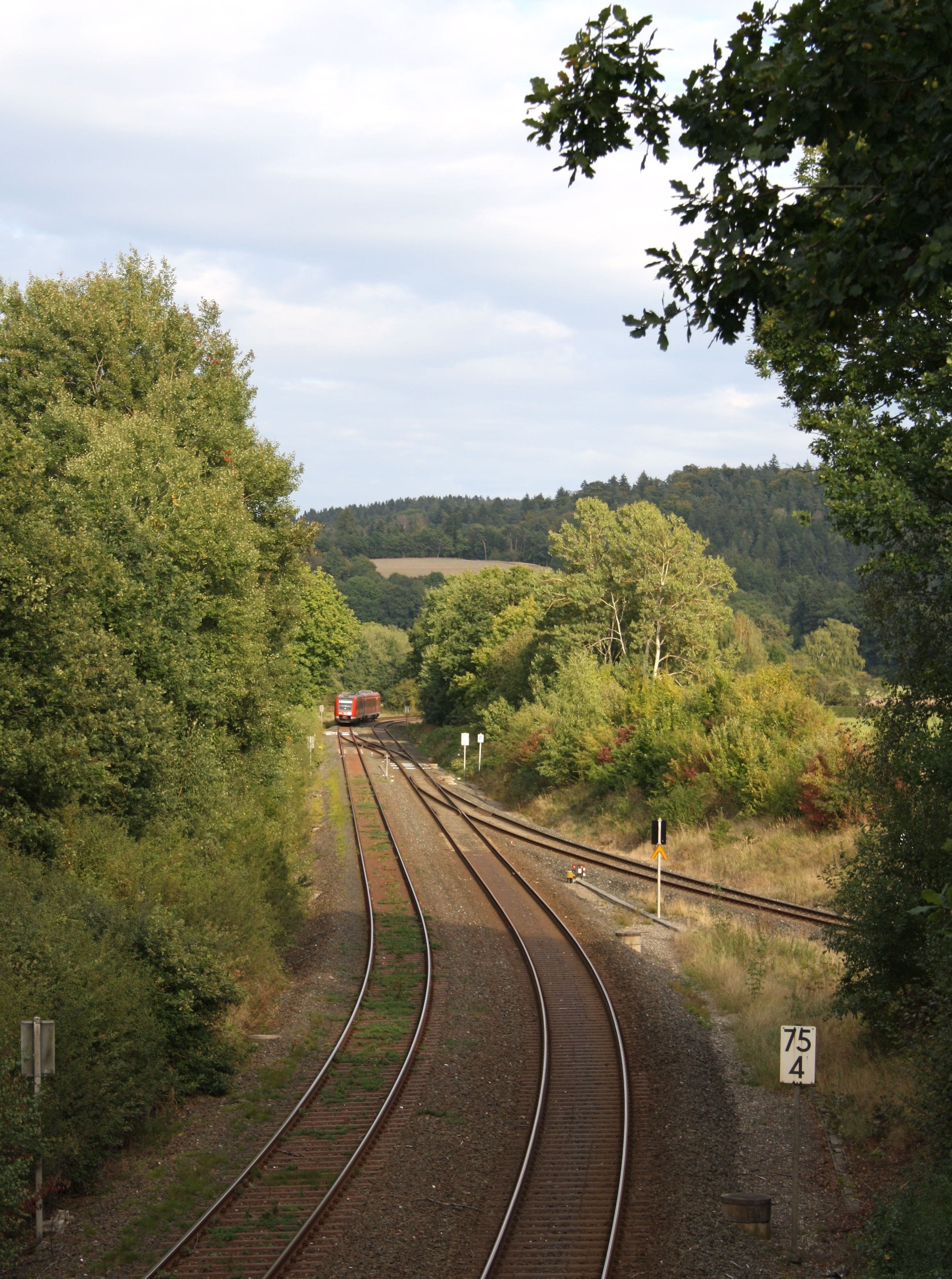
Beginpunt Schiefe Ebene ten O van Neuenmarkt

Het naburige Neuenmarkt is in geheel Duitsland bekend vanwege het aandeel in de geschiedenis van de spoorwegen. Het station van het plaatsje, Station Neuenmarkt-Wirsberg, ligt iets ten zuiden van  Neuenmarkt zelf en aan het begin van een zeven kilometer lange spoorlijn naar Marktschorgast met de naam 'Schiefe Ebene' (Scheve Vlakte). Deze lijn werd tussen 1844 en 1848 aangelegd als eerste bergspoor van Europa, nog vóór de uitvinding van de  tandradbaan. Over dit spoorlijntje wordt met enige regelmaat gereden met historische stoomlocomotieven. Te Neuenmarkt is het Deutsche Dampflokmuseum, het Duitse Stoomloc-museum, gevestigd. Officieel is de 'Schiefe Ebene' een deel van de Spoorlijn Bamberg - Hof, gelegen tussen km-paal 74,4 (Station Neuenmarkt-Wirsberg) en km-paal 81,1 (Station Marktschorgast).

## Economie
De belangrijkste werkgeefster in de gemeente is de fabriek 'BSA', dochteronderneming van een bedrijf uit Voitsberg in Oostenrijk. Men bouwt landbouwvoertuigen, zoals tankwagens voor vloeibare mest. Vanwege het natuurschoon in de omgeving, waaronder een bosgebied en een beek met zeldzame planten en dieren, is er ook enig toerisme.

## Delen van de gemeente
Marktschorgast heeft negen Gemeindeteile, te weten:
- Grundmühle (gehucht)
- Marktschorgast (hoofdplaats, marktvlek)
- Mittelpöllitz (gehucht)
- Oberpöllitz (Einöde[2])
- Pulst (gehucht)
- Rohrersreuth (gehucht)
- Thalmühle (Einöde)
- Unterpöllitz (Einöde)
- Ziegenburg (dorpje met minder dan 50 inwoners)

## Afbeeldingen

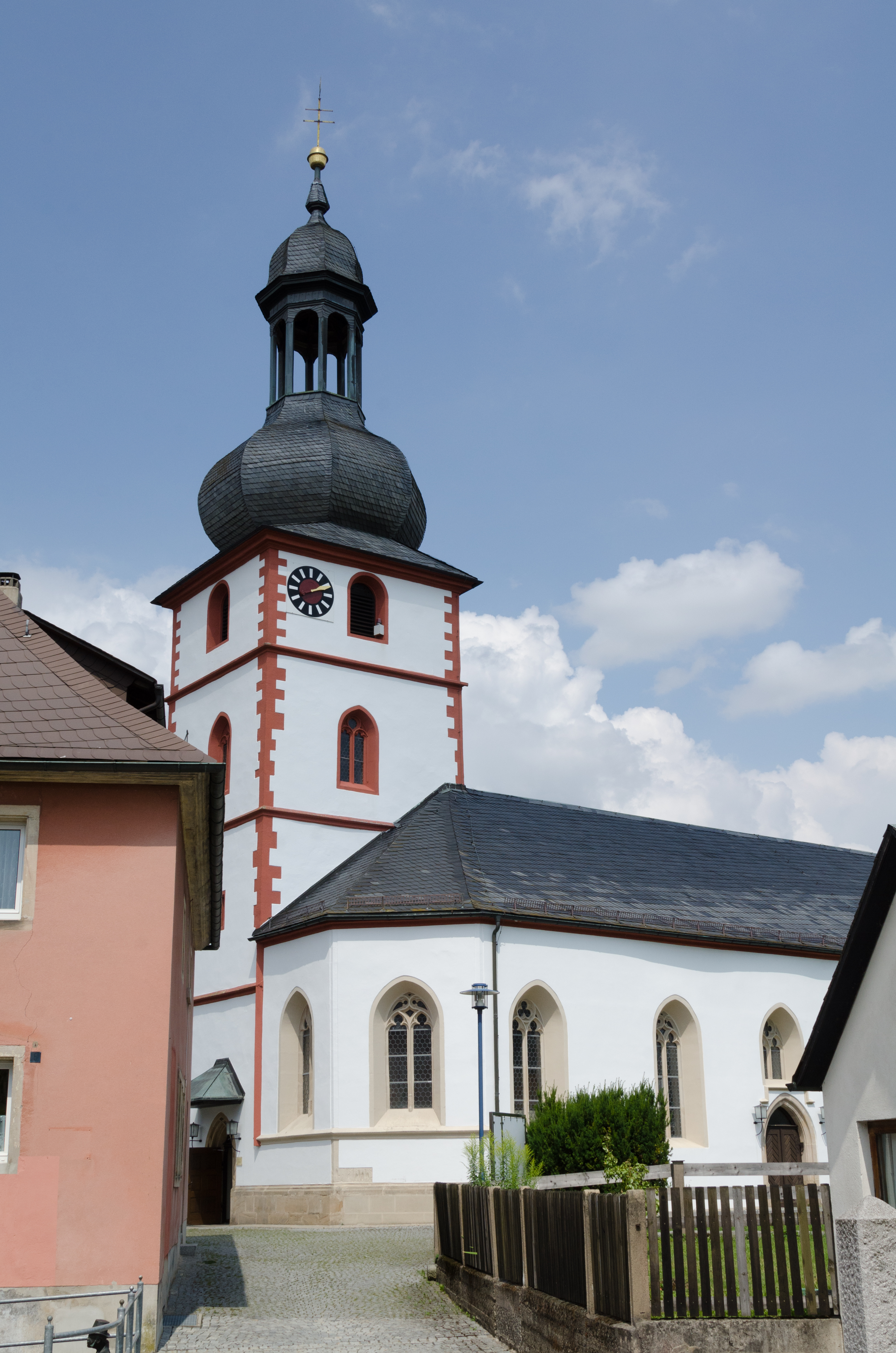
R.K. kerk St. Jacobus de Meerdere
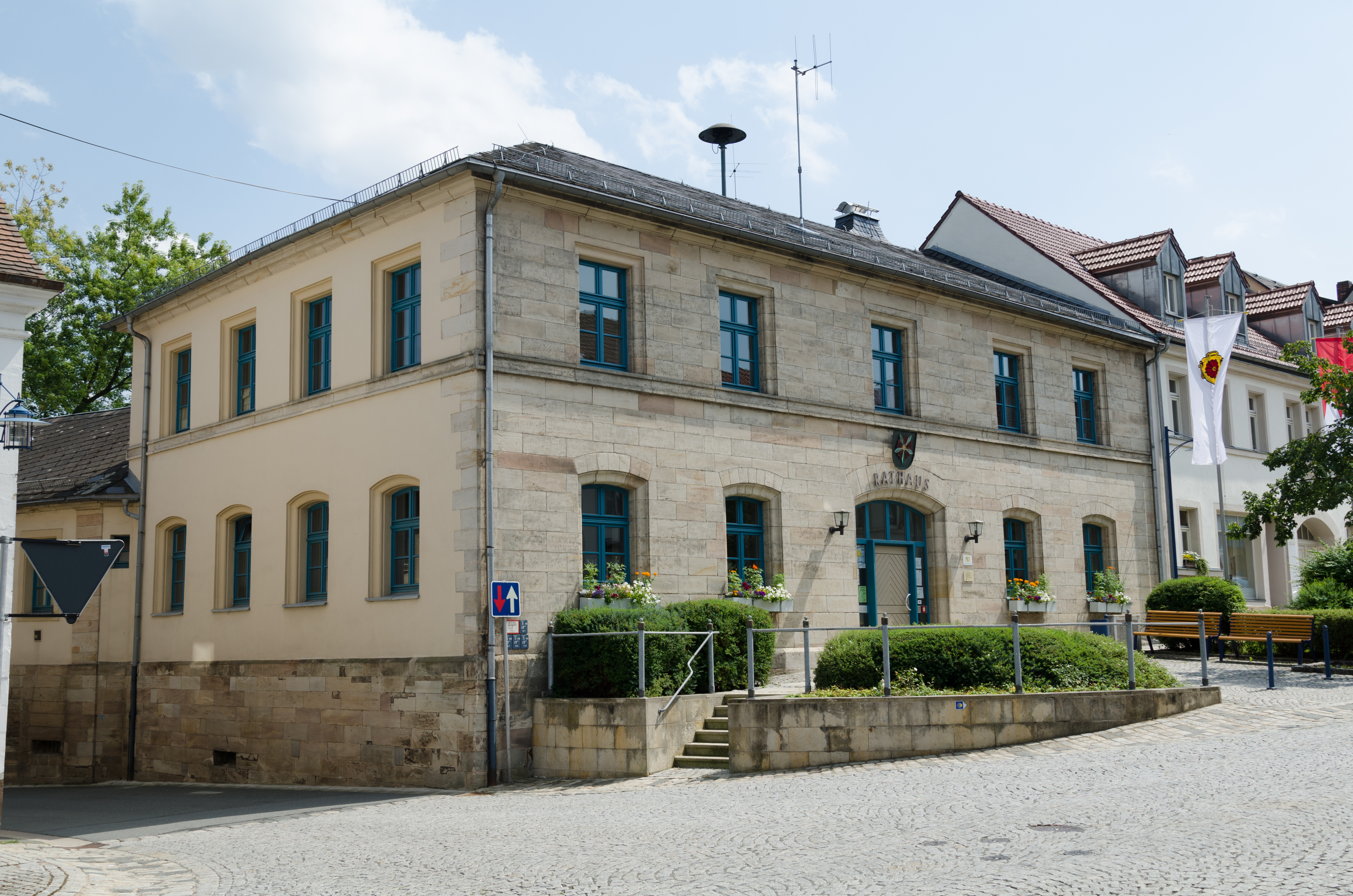
Gemeentehuis (ca. 1841)
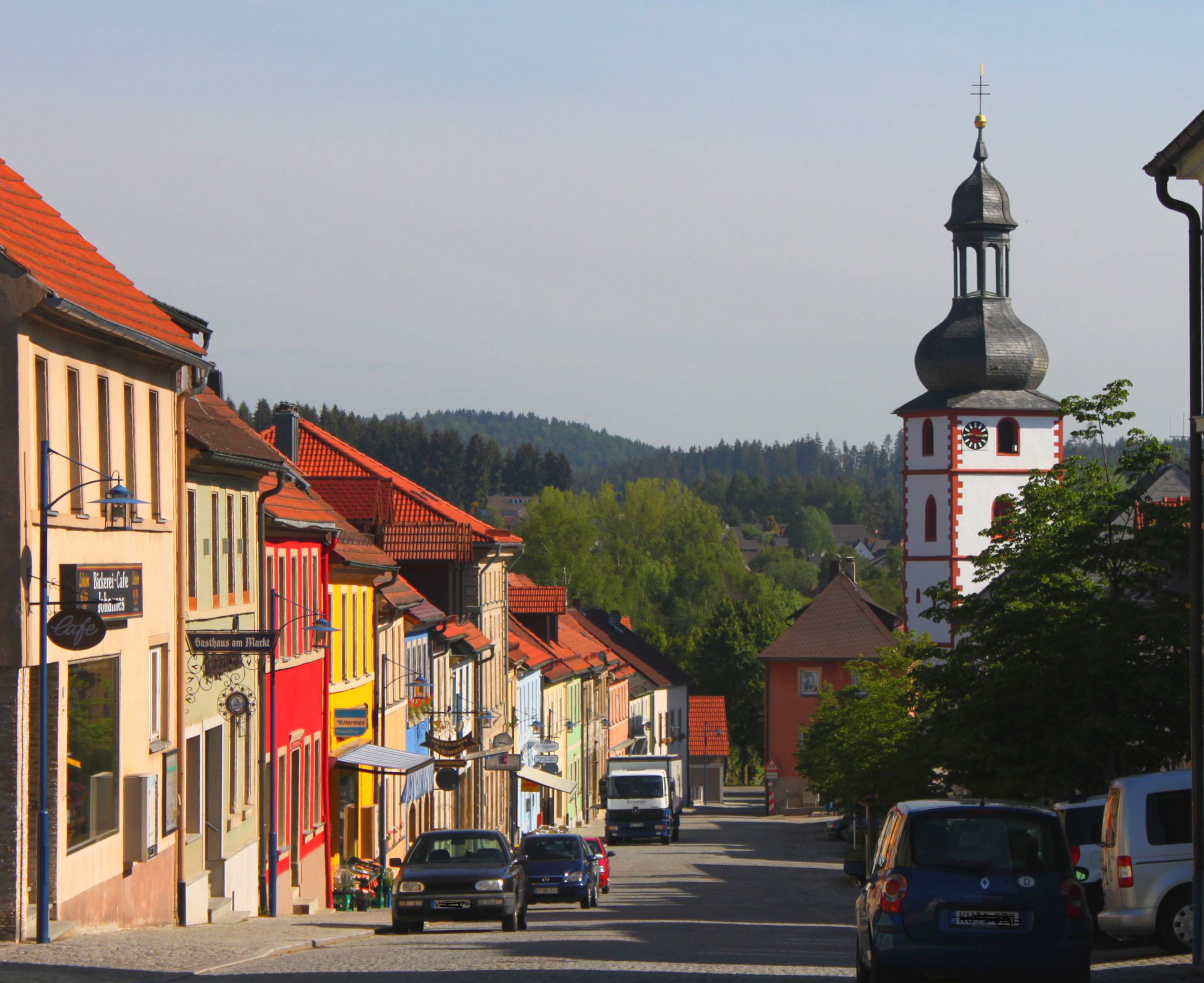
Marktplein met kerk